# Zavzetje Fort Bute
Zavzetje trdnjave Bute ali zavzetje Fort Bute, znano tudi kot bitka pri Manchac Postu, je naznanilo začetek španskega posredovanja v ameriški revolucionarni vojni na strani Francije in Združenih držav. Bernardo de Gálvez, guverner španske Louisiane, je zbral ad hoc vojsko španskih rednih vojakov, akadijske milice in domorodnih nabornikov pod Gilbertom Antoinom de St. Maxentom, ter 7. septembra 1779 napadel in zavzel majhno britansko obmejno postojanko na Bayou Manchacu.

## Ozadje
Špansko formalno napoved vojne proti Britaniji je 8. maja 1779 podal kralj Karel III.. Tej napovedi je 8. julija sledila še ena, ki je njegovim kolonialnim podložnikom dovoljevala vključitev v sovražnosti proti Britancem v Severni Ameriki. Mnogi to zamenjujejo s Španijo, ki se je pridružila ameriški revolucionarni vojni, vendar je bila njena napoved vojne proti Britancem ločena vojna z različnimi primarnimi cilji, sekundarno pa je podpirala Američane v njihovih prizadevanjih za neodvisnost.
Ko je Bernardo de Gálvez, kolonialni guverner španske Louisiane, 21. julija prejel to novico, je takoj začel skrivaj načrtovati ofenzivne operacije. Gálvez, ki je od aprila načrtoval možnost vojne, je prestregel komunikacije Britancev iz Pensacole, ki so kazale, da Britanci načrtujejo presenetljiv napad na New Orleans; odločil se je, da bo najprej sprožil lasten napad. V ta namen je pred javnostjo prikril prejem drugega proglasa.

## Velika Britanija
Trdnjava Bute (30°19′25″N 91°08′13″W / 30.32361°N 91.13694°W) se je nahajala na Bayou Manchacu, približno 185 km gorvodno po reki Mississippi od New Orleansa, na skrajni zahodni meji britanske Zahodne Floride. Podpolkovnik Alexander Dickson je bil zadolžen za obrambo okrožja Baton Rouge, ki je vključevalo trdnjavo Bute, Baton Rouge in trdnjavo Panmure (današnji Natchez, Mississippi ). Britanci so začeli po zajetju Vincennesa s strani Georgea Rogersa Clarka, ki je razkrilo šibko britansko obrambo na tem območju, pošiljati večje število vojakov na to območje. Dicksonu je bilo avgusta 1779 na voljo 400 rednih vojakov, vključno s četami iz 16. in 60. polka, nedavno prispela četa grenadirjev iz Waldeck-Pyrmonta in približno 150 pripadnikov lojalističnih milic.
Trdnjava Bute je bila starejša palisadna utrdba, zgrajena leta 1766. Bila je v tako slabem stanju, da jo je Dickson ocenil za neobranljivo. Ko je Dickson prejel novico o španskih premikih, je večino svojih sil umaknil v Baton Rouge in Panmure, za seboj pa pustil majhno garnizijo 20 Waldeckerjev pod kapitanom von Haakejem.

## Španija
Gálvez je prvotno načrtoval odhod iz New Orleansa 20. avgusta. Vendar pa je 18. avgusta mesto zajel orkan, ki je potopil večino njegove flote in uničil zaloge. Neomajen, je Gálvez zbral podporo kolonije in 27. avgusta krenil po kopnem proti Baton Rougeu, pri čemer je kot razlago za premik navedel potrebo po obrambi španske Louisiane pred pričakovanim britanskim napadom.125</ref> Sile, ki so odšle iz New Orleansa, so sestavljale 520 rednih vojakov španske vojske, od katerih sta bili približno dve tretjini novih rekrutov, 60 pripadnikov milice, 80 svobodnih črncev in deset ameriških prostovoljcev pod vodstvom Oliverja Pollocka. Ko so se pomikali navzgor po reki, se je sila povečala za dodatnih 600 mož, od Indijancev do Akadijcev. Na svojem vrhuncu je sila štela več kot 1.400; vendar se je to število zaradi težav med pohodom zmanjšalo za nekaj sto, preden so dosegli Fort Bute.
Ko se je sila 6. septembra približala Fort Butu, jih je Gálvez obvestil o španski vojni napovedi in pravem namenu njihove misije, kar je izzvalo navdušenje med možmi. Naslednji dan ob zori so napadli utrdbo in po kratkem spopadu, v katerem je bil ubit en Nemec, se je večina garnizona predala. Šestim, ki so ušli ujetništvu, je uspelo priti do Baton Rougea, da bi obvestili Dicksona.

## Posledice
Gálvez je ostal v Fort Butu šest dni, da so si njegovi možje odpočili, preden se je premaknil v Baton Rouge, ki je padel po kratkem obleganju 21. septembra. Pogoji kapitulacije, ki jih je Dickson sprejel v Baton Rougeu, so Gálvezu zagotovili predajo preostalih britanskih postojank na reki Mississippi.
Gálvez se je nato vrnil v New Orleans in začel načrtovati kampanjo proti Mobileu v Alabama in Pensacoli, preostalim britanskim trdnjavam v Zahodni Floridi.